# ビヨンド・ミート
ビヨンド・ミート（英語: Beyond Meat）は、カリフォルニア州エル・セグンドに本部を置く植物由来の人工肉を製造・開発するアメリカ合衆国の食品テクノロジー企業。2013年より全米のホールフーズ・マーケットで販売されている。
ビヨンド・ミート社のサイトには次のように書かれている。「私たちは、人間の健康の改善、気候変動へのプラスの影響、天然資源の保護、そして動物福祉の尊重に尽くします」。

## 歴史
2009年にイーサン・ブラウンによって設立。これまでにクライナー・パーキンスやオブビオス・コーポレーション（現Twitter）、ビル・ゲイツ、ビズ・ストーン、ヒューメイン・ソサイエティー、タイソン・フーズなどから資金を調達している。
2015年10月、マクドナルドで4年間取締役をつとめ、同社を退職したDonald Thompsonが、ビヨンド・ミート社の役員に就任した。
2018年6月、ミズーリ州コロンビアに二つの生産拠点を開設、製造規模は従来の3倍に拡大し、50以上の国際マーケットとテスコやA&Wカナダなどのスーパーマーケットやファストフードチェーンに製品を提供している。
2019年5月、NASDAQ市場に新規株式公開、963万株が売却され２億4100万ドルを調達、IPO価格25ドルに対し初値46ドルをつけた。
2019年7月からはダンキンドーナツ（米国）でも販売開始。9月からは、サブウェイが米国とカナダの685の店舗で、代替肉を使った「Beyond Meatball Marinara」を販売すると発表した。
2021年には、食肉大手のタイソン・フーズの元役員2名が役員として入社すると発表した。
2022年7月、マクドナルドでビヨンド・ミートを使用したマクプラント・バーガーの米国でのテストを販売不振のため終了したと発表。JPモルガンのアナリストは、この製品が多くの店舗で取り下げられたと報告し、その決定は売り上げが悪く、パフォーマンスの悪さに起因すると報告しました。
2022年の売上は減少傾向にあり、第3四半期は前年比22.5%減。
リフィニティブ IBES のデータによると、ビヨンド ミートの第2四半期の収益の見積もりは、過去3か月で10% 減少。
2022年10月、同社は従業員の 19%、200 人の従業員を一時解雇すると発表。業績悪化が懸念されている。
アメリカの有名ヘッジファンドマネージャーはビヨンドミートが2023年に経営破綻すると予測。
2023年2月、Beyond Meat の株価は15.99ドルまで落ち込み、過去 3 年間で 88% 下落、高値からは94% 下落しており、取引先減少、売り上げ減、レイオフなどのマイナス要因にマーケットが強く反応した。
2025年2月、中国事業からの撤退と従業員の6%削減を発表。現地従業員のほぼ全員を解雇するとともに、米欧でも全従業員の6%にあたる44人を削減するという。